# Cyathus hookeri
Cyathus hookeri är en svampart som beskrevs av Berk. 1854. Cyathus hookeri ingår i släktet Cyathus och familjen Agaricaceae.   Inga underarter finns listade i Catalogue of Life.